# Megantara Air
Megantara Air fue una aerolínea de carga indonesia con sede en el Aeropuerto Internacional Soekarno-Hatta. Tras iniciar sus operaciones en mayo de 2007, la aerolínea operó vuelos chárter y regulares de carga entre Indonesia y Singapur.
En mayo de 2009, la aerolínea decidió suspender todas sus operaciones. Todos sus aparatos regresaron después a Transmile Air Services de Malasia.

## Flota
La flota de Megantara Air (en marzo de 2009) se componía de:
- 1 × Boeing 727-200F (PK-TMA;ex 9M-TGE)
- 1 × Boeing 737-300F (PK-TME;ex 9M-PMW)

(Todos los aparatos habían sido transferidos de Transmile en el momento de la formación)